# Raúl Alonso
Raúl Alonso (Córdoba, 1975) es un poeta español, conocido también por sus estudios sobre Filosofía de las Religiones. 
En el ámbito académico ha publicado artículos de Filosofía, Estética y Antropología en revistas universitarias y publicaciones especializadas de España y Argentina. Ocasionalmente, ejerce la crítica literaria en revistas y suplementos de actualidad cultural. Su obra aparece en diversos recuentos y antologías de la poesía reciente.
El Diccionario Espasa de Literatura Española le define como: «Autor de una poesía de corte metafísico, con mucho de ironía experimental, contemplativa y en la que los juegos lingüísticos de índole semántica conviven con el clasicismo de las formas elegidas.» Por su parte, Luis Antonio de Villena, en la introducción de su antología La lógica de Orfeo, se refiere a él como «Lucrecio parcial de un tiempo nuevo.»
Fue miembro fundador de la revista de literatura y pensamiento Karonte en la Universidad de Córdoba, y director de las colecciones de poemarios Cuadernos del Minotauro, El átomo y Limbo, esta última junto al artista Manuel Garcés Blancart. También ha destacado como promotor de actividades y ciclos literarios, siendo uno de los impulsores del Festival Internacional de Poesía Cosmopoética que se celebra anualmente en Córdoba desde el año 2004, y que ha obtenido en 2010 el Premio Nacional al Fomento de la Lectura otorgado por el Ministerio de Cultura.
Alonso trabajó en la editorial valenciana Pre-Textos, y desde 2010 dirige la Editorial Cántico, dedicada a la Literatura, humanidades, libros técnicos y divulgación académica. En el año 2022 pasó a formar parte del Consejo de Dirección de Almuzara Libros. 
En la revista Zenda Raúl Alonso dispone de una sección propia con el título Amor de editor que aborda la actualidad de la industria editorial.

## Obra poética
- Mi beso, (Cuadernos del Minotauro, 1997).
- La descomposición, (Cuadernos del Minotauro, 1998).
- Una nueva prensa musical, (Un papel en el agua, 1998), junto a Juan Antonio Bernier y Eduardo Chivite.
- La Plaga, (Follas Novas, 2000).
- Libro de las catástrofes, (DVD Ediciones, 2002).
- El Amor de Bodhisattva, (Hiperión, 2004).
- La plaga [remastered], (Editorial Cántico, 2012).
- Temporal de lo eterno, (La bella Varsovia, 2014).
- Juventud. Poesía reunida 2000-2020 con prólogos de Pablo García Casado, Jaime Siles, Juan Antonio González-Iglesias, Pablo García Baena, Aurora Luque y una introducción crítica de Estefanía Cabello.

## Narrativa
- Lo que nunca te dije, (Editorial Cántico, 2018).

## Antologías
- Terreno fértil de Antonio Barquero y Eduardo Chivite (Cangrejo Pistolero Ediciones, Sevilla, 2010)
- Edad presente. Poesía cordobesa para el siglo XXI de Javier Lostalé (Fundación José Manuel Lara, Sevilla, 2003)
- Para los años 10 (7 poetas españoles) de Juan Carlos Reche (HUM, Colección nomeolvides, Montevideo, 2011)

## Filosofía de las Religiones

### Cristianismo
En el ámbito del Cristianismo, Raúl Alonso ha publicado ediciones críticas de las siguientes obras ligadas al misticismo cristiano:
- Libro de su Vida adaptado al castellano actual por Raúl Alonso, de Santa Teresa de Jesús (Editorial Cántico, 2010)
- Tratado de la oración y meditación adaptado al castellano actual por Rafael Antúnez y Raúl Alonso, de San Pedro de Alcántara (Editorial Cántico, 2010)
- Camino de perfección adaptado al castellano actual por Raúl Alonso, de Santa Teresa de Jesús (Editorial Cántico, 2011)
- Libro del Amigo y del Amado, edición de Raúl Alonso, de Ramon Llull (Editorial Cántico, 2011)

### Gnosticismo
En el ámbito del Gnosticismo antiguo, Alonso inició una Tesis Doctoral bajo la dirección del Profesor Dr. Francisco García Bazán, decano del Departamento de Filosofía y director del Centro de Investigaciones en Filosofía e Historia de las Religiones de la Universidad Argentina John F. Kennedy con el título "El concepto del Padre en el Tratado Tripartito de la Biblioteca de Nag Hammadi". Esta tesis quedó inconclusa por su incorporación profesional a la Editorial Pre-Textos. Durante los años 2000 colaboró con el proyecto de traducción Tradux Gnostika desarrollando trabajos de hermenéutica copta sobre los siguientes textos del corpus de Nag Hammadi: El evangelio de la Verdad, El evangelio de Felipe, El libro de Tomás el Atleta y Las enseñanzas de Silvano.

### Budismo
En el ámbito del orientalismo, Alonso ha traducido y publicado ediciones críticas de textos del Canon Pali (budismo theravada):
- Devata Samyutta y Devaputta Samyutta recogidos en el volumen titulado El libro budista de los dioses (Editorial Cántico, 2024).
- Kosala Samyutta, en el volumen El libro budista del rey de Kosala (Editorial Cántico, 2024).
- Mara Sammyutta y Bhikkhuni Sammyutta en el volumen El libro budista de Mara (Editorial Cántico, 2025).
- Brahma Samyutta y Brahmana Samyutta en el volumen El libro budista de los brahmas y los brahmanes (Editorial Cántico, 2025).
- Vangisa Thera Samyutta, Vana Samyutta y Yakkha Samyutta en el volumen El libro budista de Vangisa, el bosque y los espíritus (Editorial Cántico, 2025).
- Sakka Samyutta en el volumen El libro budista de Sakka (Editorial Cántico, 2025).

Asimismo, ha traducido diversos textos del budismo tibetano vinculados a la tradición Dzogchen como Las preciosas letras de cobre: el séptuple entrenamiento mental de Longchenpa, este último siguiendo la edición del texto de la profesora Anne C. Klein (lama Rigzin Drolma) publicado bajo el título Ser un humano y también un Buda (Editorial Cántico, 2025).

## Artes escénicas
Alonso ha llevado a cabo incursiones en las artes escénicas bien como miembro del equipo artístico de diversas producciones, bien como autor e intérprete con propuestas que combinan performatividad, poesía y música. En este ámbito podemos destacar:
- La descomposición, como autor e intérprete, 1998
- Todos Caníbales de Fran MM Cabeza de Vaca, como autor de los textos originales, 2011
- Esto es una plaga como autor e intérprete, 2012
- Noche de Alba como autor y director artístico, 2014
- Cántico Espiritual (reinterpretación del texto de San Juan de la Cruz con registros electrónicos), como creador e intérprete junto a la formación musical "Prana".

## Premios
- Premio Poesía Joven Radio 3 de Radio Nacional de España.
- Premio de Poesía Ciudad de Córdoba-Ricardo Molina.